# Schefflera obliqua
Schefflera obliqua är en araliaväxtart som beskrevs av Elmer Drew Merrill. Schefflera obliqua ingår i släktet Schefflera och familjen araliaväxter.
Artens utbredningsområde är Filippinerna. Inga underarter finns listade.